# Hoshi Sato
Hoshi Sato är en fiktiv karaktär i TV-serien Star Trek: Enterprise som spelas av Linda Park. Sato är Enterprises kommunikationsofficer och är en naturbegåvning när det gäller språk. Problemet är att hon är livrädd för att åka i warp hastighet och att flyga. Det släpper dock senare när hon börjar vänja sig. Hon får en bra relation med de flesta i besättningen, men kanske lite extra bra med skeppsdoktorn Dr. Phlox. Hon är av japanskt ursprung och Hoshi är en homonym med det japanska ordet för stjärna.
Hoshi talar ungefär 40 olika språk.